# 武部力也
武部 力也（たけべ りきや）は、経済解説者、為替ストラテジスト。

## 略歴
東京都出身、東洋大学京北高等学校卒業、日本大学法学部卒業。
1989年東京短資入社。トウキョウフォレックス、トウキョフォレックス上田ハーローに出向し、東京外国為替市場のインターバンク銀行間取引ドル円外為ブローカーとして大手都銀、信託銀、地方銀、政府系金融機関、外銀、日銀を担当。
2001年トウキョウフォレックストレイダーズ証券(トレイダーズ証券)、トウキョフォレックスでは金融法人部長。
2009年岡三証券入社。
（2009年－2021年　岡三オンライン証券に出向。投資情報部長兼シニアストラテジスト）
（2014年－2017年　東洋大学　社会人基礎力　特別講師）
（2012年－2018年　東京金融取引所　為替・株価指数証拠金市場運営委員会委員、正副委員長)

## 著書
- 『勝ち残りFX』(扶桑社)

## 出演
- ラジオ日経、日本テレビ、日テレNEWS24、日経CNBC、東京MXテレビ、ストックボイスTVなど多数。
- ＜主なラジオ・テレビの出演＞
- 1999年4月に『土曜一番！花やしき（フジテレビ系列）』で“敏腕ドル円ブローカー”として一日密着の特別番組が放映
- ラジオ日経「マーケットプレイス」の金曜日午前の為替コメンテーター（2013年4月〜）
- 2013年12月30日「NNNニュース&スポーツ」（日本テレビ系）
- 2014年12月15日の衆議院総選挙・特別番組「全部見せます！衆院選スペシャル」（日本テレビ系）で為替市場への影響を解説
- 2016年1月12日の報道ステーション（テレビ朝日系）で為替市場での中東マネーの影響を解説
- その他、日テレNEWS24（日本テレビ系）では経済解説者として、東京MXテレビ「東京マーケットワイド」「WORLD　MARKETZ」、日経CNBC「朝・昼エクスプレス」では月2～3回の不定期でコメンテーター出演
- 2021年1月のお正月期間・5月のGW期間はラジオ日経の音楽番組「Music Voyage Anthology　」にDJとしてMC出演
- 2022年夏から秋の円安進行・為替介入の局面ではBSテレ東「日経モーニングプラスFT」ほか、日本テレビ「NEWS ZERO（ニュースゼロ）」、テレビ東京「WBS（ワールドビジネスサテライト）」などに出演
- 2023年5月のGW期間と12月31日にラジオ日経の音楽番組「Music Voyage Anthology」にDJとしてMC出演